# Homo oeconomicus
Homo oeconomicus, eller Homo economicus är en modell av mänskligt beteende som används i ortodox nationalekonomisk teori. Homo oeconomicus är "en rationell, strängt kalkylerande, nyttomaximerande individ". De flesta nationalekonomer ser modellen som nyttig, men många uppfattar att modellen är problematisk i en del sammanhang och få nationalekonomer hävdar att den skulle överensstämma med människans verkliga beslutsprocess.

## Definition och kritik
Modellen möjliggör många teoribyggen. De ekonomer som laborerar med föreställningen om Homo oeconomicus medger oftast att det inte är en fullständig bild av verklighetens människor men anser att föreställningen liknar verkligheten tillräckligt mycket för att kunna utgöra grunden för samhällsekonomiska påståenden. Beslutsprocess för Homo oeconomicus följer (enligt Bakka et al.) följande mönster: 
- Hon rangordnar konsekvenserna av de möjliga valen enligt sin tydligt formulerade preferensskala.
- Preferensordningen i skalan är stegvis, A > B > C, inte C > A.
- Hon väljer alltid det alternativ som står högst på värdeskalan, vilket leder till nyttomaximering.
- Hon träffar alltid samma val, i den händelse situationen upprepade sig.[2]

Bent Flyvbjerg vid Aalborg Universitet fick under sina studier lära sig om homo economicus, men fann att inte ens ekonomerna själva agerade någotsånär denna modell i verkligheten.
| ”                | "När jag började granska vad som skedde bakom stängda dörrar i Aalborg fann jag att homo economicus inte huserade där. Medlemmar av den lokala affärssfären var maktfullkomliga och upptagna med att förhandla illegala affärer med politiker och administratörer beträffande hur det skulle vara möjligt att förhindra konkurrens och den fria marknaden, för att skapa privilegier för sig själva. Den neoklassiska modellen falsifierades effektivt utifrån vad jag såg i Aalborg". | „ |
| – Bent Flyvbjerg | |   |

Vissa ekonomer tillbakavisar föreställningen om den nyttomaximerande konsumenten helt och hållet. Thorstein Veblen och andra teoretiker inom den institutionalistiska skolan tillhör kritikerna. Veblen skrev i sitt huvudverk The Theory of The Leisure Class från 1899, att bilden av människan som "en blixtsnabb kalkylator av lust och olust, som far omkring som ett litet homogent klot under intrycket av stimuli som kastar honom hit och dit men samtidigt lämnar honom oberörd" är orimlig.
Den Österrikiska skolan, å sin sida, riktar kritik mot teorin om "the Economic man" då man anser att teorin förutsätter att människan har fullständig kunskap om sin omgivning. Människans uppfattning om verkligheten kan, menar man, aldrig vara fullkomlig och dess uttolkare aldrig fri från sin egen subjektivitet.
Dessa forskare förespråkade istället begränsad rationalitet "Maps of bounded rationality: psychology for behavioral economics".  Modellen spelar trots detta fortfarande en viktig roll för nationalekonomisk forskning. Istället för att avvisa den som orealistisk och vilseledande, argumenterar vissa för att det vara mer fruktbart att tolka den som en speciell slags modell.

## Historia
Termen ”Economic man” användes för första gången under det sena 1800-talet av kritiker av John Stuart Mills politisk-ekonomiska verk. Idén går emellertid att finna redan i Adam Smiths Nationernas välstånd, och beskrivs också av Aristoteles i Politiken.[källa behövs] Namnet ”Homo oeconomicus” härrör från människans vetenskapliga namn Homo sapiens, och syftar till att klargöra människonaturen som den ses av formuleringens förespråkare.
En våg av olika ekonomer i slutet av 1800-talet skapade matematiska modeller på dessa antaganden. Ekonomer som Francis Edgeworth, William Stanley Jevons, Léon Walras och Vilfredo Pareto. På 1900-talet kom Lionel Robbins teori om rationella beslut att dominera ekonomin. Termen “the economic man” fick en mer specifik betydelse av en person som beter sig rationellt, har fullständig medvetenhet om sitt egenintresse och begäret efter förmögenhet.  
Senare inom samma forskningsarbete fortsätter John Stuart Mill att skriva om sitt förslag om “en arbiträr definition av en man, som är en varelse som oundvikligen gör det som han kan få den största möjliga mängden nödvändigheter, bekvämligheter och överflöd av pengar samt den minsta mängden arbete och fysisk självförnekelse”.  
Även om termen inte kom att användas som idealmodell förrän på 1800-talet kom den att spegla tankarna från 1700-talet och känneteckna den. De föreslår alltså en rationell, självcetrerad, arbetscentrerad individ som via processen som economic kan uppnå den största utvecklingen.  

## Homo sociologicus
Jämförelser mellan ekonomi och sociologi har resulterat i en motsvarande term Homo sociologicus (introducerad av den tyske sociologen Ralf Dahrendorf 1958), för att parodiera bilden av den mänskliga naturen som ges i vissa sociologiska modeller som på ett liknande positivistiskt vis som nationalekonomer försökt begränsa de sociala krafter som bestämmer individuella smaker och sociala värden. (Den alternativa eller ytterligare källan till dessa skulle vara biologi.) Hirsch et al. tänker sig att Homo sociologicus till stor del är en tabula rasa på vilket samhällen och kulturer präglar värderingar och mål; till skillnad från homo economicus, agerar sociologicus inte för att sträva efter omedelbar profit utan för att fylla sociala roller (som dock indirekt kan ge den handlande individen fördelar på sikt).